# Thrips du pois
Frankliniella robusta
Espèce
Le thrips du pois ou thrips de la fève et du pois (Frankliniella robusta) est une espèce d'insectes thysanoptères de la famille des Thripidae.
C'est un ravageur des cultures de légumineuses (pois, fève, haricot, luzerne, etc.). Ses pullulations provoquent l'affaiblissement de la plante et l'avortement des fleurs, entraînant des pertes de récolte. C'est aussi un vecteur de différentes viroses.

## Synonymes
Selon OEPP :
- Frankliniella pisivora Uzel,
- Kakothrips pisivorus Westwood, 1880,
- Kakothrips robustus Uzel, 1895,
- Physopus robustus Uzel, 1895,
- Thrips pisivorus Westwood, 1880,
- Thrips robustus Uzel, 1914.

## Description
Frankliniella robusta mesure 1,8 mm de long. Sa forme est allongée et sa couleur brun foncé à noir. Il possède deux paires d'ailes très étroites.